# Saison 1967-1968 de l'ASM Oran
Pour un article plus général, voir ASM Oran.
Chronologie
Saison précédente Saison suivante
La saison 1967-1968 de l'ASM Oran est la 6e saison du club en première division du championnat d'Algérie depuis l'indépendance de l'Algérie. Les matchs se déroulent dans le championnat d'Algérie et en Coupe d'Algérie.

## Compétitions

### Championnat

#### Rencontres
Source
| Date                        | J           | Adversaire      | Lieu | Résultat | Buteurs pour l'asmoran           | Références |
| MATCHES ALLER               |             |                 |      |          |                                  |            |
| 1er octobre                 | 1re journée | ES Sétif        | Dom. | 0 - 2    | /                                |            |
| 8 octobre                   | 2e journée  | JSM Skikda      | Ext. | 0 - 1    | /                                |            |
| 15 octobre                  | 3e journée  | NA Hussein Dey  | dom. | 2 - 1    | Pons 44e Bendida 50e             |            |
| 22 octobre                  | 4e journée  | USM Bel-Abbès   | ext  | 0 - 2    | /                                |            |
| 29 octobre                  | 5e journée  | MC Oran         | dom  | 1 - 1    | Hasni 12e                        |            |
| 5 novembre                  | 6e journée  | USM Annaba      | ext  | 0 - 3    | /                                |            |
| 19 novembre                 | 7e journée  | RC Kouba        | dom  | 1 - 1    | Bendida 80e                      |            |
| 3 décembre                  | 8e journée  | MC Saida        | ext  | 2 - 1    | Triki 32e Bessol 73e             |            |
| 14 janvier* (match retard)  | 9e journée  | MO Constantine  | ext  | 1 - 3    | ....                             |            |
| 3 mars 1968* (match retard) | 10e journée | CR Belcourt     | dom  | 1 - 0    | Reguig 75e                       |            |
| 5 mai 1968* (match retard)  | 11e journée | ES Guelma       | dom  | 2 - 0    | Bendida 70e Hasni 87e            |            |
| MATCHS RETOUR               |             |                 |      |          |                                  |            |
| 28 janvier 1968             | 12e journée | e s sétif       | ext  | 2-2      | bendida 30 85                    |            |
| 11 fevrier 1968             | 13e journée | j s m skikda    | dom  | 2-1      | pons 26. hasni 84.               |            |
| 18 fevrier 1968             | 14e journée | n a hussein dey | ext  | 0-4      | /                                |            |
| 10 mars 1968                | 15e journée | usm bel abbés   | dom  | 2-0      | bessol 16. bendida 80.           |            |
| 24 mars 1968                | 16e journée | m c oran        | ext  | 2-1      | bendida 47. kechra 58.           |            |
| 31 mars 1968                | 17e journée | usm annaba      | dom  | 1-3      | pons 75.                         |            |
| 14 avril 1968               | 18e journée | r c kouba       | ext  | 0-3      | /                                |            |
| 21 avril 1968               | 19e journée | m c saida       | dom  | 1-1      | reguig dit pons 17.              |            |
| 28 avril 1968               | 20e journée | m o constantine | dom  | 3-1      | hasni 52. 76. bendida 60.        |            |
| 26 mai 1968                 | 21e journée | c r belcourt    | ext  | 0-3      | /                                |            |
| 16 juin 1968                | 22e journée | e s guelma      | ext  | 3-1*     | gain de l'asmoran sur tapis-vert |            |

#### Classement final
Le classement est établi sur le barème de points suivant : une victoire vaut 3 points, un match nul 2 points et une défaite 1 point.
| Rang | Équipe           | Pts | J  | G  | N | P  | Bp | Bc | Diff |
| ---- | ---------------- | --- | -- | -- | - | -- | -- | -- | ---- |
| 1    | ES Sétif C       | 49  | 22 | 9  | 9 | 4  | 32 | 22 | +10  |
| 2    | MC Oran          | 49  | 22 | 10 | 7 | 5  | 28 | 21 | +7   |
| 3    | CR Belcourt      | 48  | 22 | 11 | 4 | 7  | 39 | 24 | +15  |
| 4    | NA Hussein Dey T | 47  | 22 | 9  | 7 | 6  | 37 | 28 | +9   |
| 5    | ES Guelma        | 45  | 22 | 10 | 3 | 9  | 37 | 30 | +7   |
| 6    | RC Kouba         | 44  | 22 | 7  | 8 | 7  | 32 | 25 | +7   |
| 7    | USM Annaba       | 43  | 22 | 7  | 7 | 8  | 23 | 25 | -2   |
| 8    | MC Saïda         | 42  | 22 | 7  | 6 | 9  | 31 | 33 | -2   |
| 9    | ASM Oran         | 42  | 22 | 8  | 4 | 10 | 23 | 41 | -18  |
| 10   | USM Bel-Abbès P  | 41  | 22 | 5  | 9 | 8  | 21 | 21 | 0    |
| 11   | JSM Skikda P     | 41  | 22 | 7  | 5 | 10 | 23 | 32 | -9   |
| 12   | MO Constantine   | 37  | 22 | 6  | 3 | 13 | 25 | 49 | -24  |

Résultat
- Champion d'Algérie 1967-1968

Relégation
- Relégation en Nationale II

Abréviations
T : Tenant du titre

C : Vainqueur de la Coupe d'Algérie 1967-1968

P : Promus de Nationale II

### Coupe d'Algérie

#### Rencontres
| Date             | Tour                       | Adversaire  | Stade (ville)                | Résultat | Buteurs pour l'ASMO    |
| 10 décembre 1967 | Trente-deuxièmes de finale | La Marsa    | Stade Benslimane- Mostaganem | 2-0      | Bessol 80e, Kechra 85e |
| 24 décembre 1967 | Seizièmes de finale        | RC Relizane | Stade Benslimane- Mostaganem | 2-1ap    | Kechra 17e             |

## Statistiques

### Meilleurs buteurs
- Hasni (7)
- Bendidia (6)
- Reguig dit Pons (5)
- Kechra (3)
- Bessol (3)
- Triki (1)